# Беллуччи, Адольфо
Адольфо Беллуччи (итал. Adolfo Bellucci; 22 сентября 1918, Губбио, Умбрия — неизвестно) — итальянский футболист, центральный и опорный полузащитник.

## Биография
Адольфо Беллуччи родился 22 сентября 1918 года в итальянском городе Губбио.
Играл в футбол на позициях центрального и опорного полузащитника.
В 1938—1940 годах выступал за «Губбио».
В 1940 году перешёл в «Сиену», за которую выступал до конца карьеры. Первые три сезона провёл в Серии B, не будучи игроком основного состава: провёл 19 матчей, забил 1 гол.
В сезоне-1945/46, когда «Сиена» играла в высшем эшелоне итальянского футбола — Национальном дивизионе, поучаствовал в 19 поединках. По итогам чемпионата команда вылетела в Серию B. В сезоне-1946/47 провёл 6 матчей, в сезоне-1947/48 — 24 матча. Последние два года карьеры провёл в Серии C: в сезоне-1948/49 сыграл в 36 поединках, в сезоне-1949/50 провёл 30 матчей, забил 1 гол.
Дата смерти неизвестна.